# Cinzano
Cinzano é uma comuna italiana da região do Piemonte, província de Turim, com cerca de 331 habitantes. Estende-se por uma área de 6 km², tendo uma densidade populacional de 55 hab/km². Faz fronteira com Casalborgone, Rivalba, Sciolze, Berzano di San Pietro (AT), Moncucco Torinese (AT).

## Demografia
| Variação demográfica do município entre 1861 e 2011                               |
|                                                                                   |
| Fonte: Istituto Nazionale di Statistica (ISTAT) - Elaboração gráfica da Wikipedia |